# کردستان ایرلاینز
کردستان ایرلاینز (به انگلیسی: Kurdistan Airlines) یک شرکت هواپیمایی است که در تاریخ ۲۰۰۴ میلادی تأسیس شده است. دفتر مرکزی کردستان ایرلاینز در دبی، امارات متحده عربی واقع شده‌است و قطب این شرکت هواپیمایی در فرودگاه بین‌المللی اربیل قرار دارد.